# Альтести, Андрей Иванович
Андрей Иванович Альтести — государственный деятель Российской империи.

## Биография
Андрей Иванович Альтести родился в городе Рагуза в середине XVIII века.
Во времена правления императрицы Екатерины II Альтести вступил в русскую службу в Коллегию иностранных дел. Андрей Иванович Альтести исполнял (вместе с Грибовским и Рибасом) обязанности секретаря практически всесильного в то время Платона Александровича Зубова и пользовался его полным доверием.
Когда, следом за Екатериной Великой, на российский престол взошёл император Павел I, Андрей Иванович Альтести был арестован и посажен в Киево-Печерскую крепость и, пробыв в ней в заключении около трёх лет, уехал в Италию, где и скончался в 40-х годах XIX века.

### Семья
Сын — Матвей, служил в России поручиком в Изюмском гусарском полку; 30 декабря 1796 года он был уволен в отставку с тем же чином;
- дочь — была замужем за гр. Вениером (сыном последнего венецианского посланника в России).